# Мирова скръб
Мирова скръб (на немски: Weltschmerz) е понятие, въведено от немския писател Жан Паул в незавършения му роман „Зелина или за безсмъртието на душата“ (1823). Обозначава чувството на горест и болезнена меланхолия, която човек изпитва поради собственото си несъвършенство, схващано като част от несъвършенството на света. Това състояние често води до песимизъм, резигнация или бягство от действителността.
„Мировата скръб“ е широко разпространена в творчеството на редица европейски поети и писатели от края на XVIII и първата третина на XIX век – Джордж Байрон, Джакомо Леопарди, Франсоа Рене дьо Шатобриан, Алфред дьо Мюсе. Като основно светоусещане „мировата скръб“ намира израз в поезията на немските романтици Йозеф фон Айхендорф, Клеменс Брентано, Николаус Ленау и др. Хайнрих Хайне го описва като „скръб поради преходността на земната красота“, а Томас Ман го нарича „угнетение от живота“.
Историята на „мировата скръб“ отвежда към античността, която познава сходни психически състояния – в съчинението си „За спокойствието на душата“ римският философ стоик Сенека говори за „вцепенение на душата, парализирана от крушението на собствените желания“.